# Francis Cornu
Lazare Louis François Cornu, noto come Francis Cornu o Francis (Saint-Franchy, 30 gennaio 1798 – Parigi, 7 marzo 1848), è stato un drammaturgo francese.
Théâtre du Gymnase

## Biografia
Nacque allo Château de Montgazon a Saint-Franchy (Nièvre) il 30 gennaio 1798  (11 Piovoso Anno VI) e morì nell'ex 5 arrondissement di Parigi il 7 marzo 1848  , .
Figlio di contadini, studiò brillantemente a Parigi. Rimasto orfano del padre, dovette lavorare per vivere sin dall'età di 17 anni. Entrò quindi come impiegato presso la prefettura di Nièvre. Nel 1815, sospettato di sostenere i Borboni, fu destituito dall'incarico. Entrò allora in una casa di commercio, quindi in una banca, dove divenne primo impiegato.
Avendo già composto versi in latino, si lanciò nel 1816 a Lione nel vaudeville. Nel 1819 partì per Parigi e tornò a lavorare come primo impiegato di banca (1819-1825). Le sue prime opere non ebbero successo. Le forçat libéré nel 1829, rappresentato all'Ambigu-Comique, venne addirittura fischiato. Infine, tramite Isaure, che lo fece conoscere, ottenne il suo primo successo. Le sue opere, molte delle quali in collaborazione con Auguste Anicet-Bourgeois, furono poi regolarmente rappresentate sui grandi palcoscenici parigini del XIX secolo: Teatro del Ginnasio Drammatico, Teatro dell'Ambigu-Comique, Théâtre des Variétés ecc.
Nel 1841 divenne direttore del teatro di Anversa.

## Opere
- 1816: La Suite de Je fais mes farces, vaudeville;
- 1823: L'Enfant de Paris ou le Débit de consolations, litografie in azione, con Armand d'Artois e Gabriel de Lurieu;[3][4]
- 1823: Partie et Revanche, commedia-vaudeville in 1 atto, con Nicolas Brazier e Eugène Scribe;[5]
- 1829: Le Forçat libéré, mélodramma in 3 atti, con Armand Séville;
- 1829: Isaure, dramma in 3 atti, con Benjamin Antier e Théodore Nézel;
- 1830: Napoléon, pièce storica in 3 parti, con Auguste Anicet-Bourgeois;
- 1830: Une nuit au Palais-Royal, ou la Garde nationale in 1830, tableau-vaudeville, con A. Bourgeois;
- 1831: La Belle-fille, commedia-vaudeville in 1 atto, con A. Bourgeois;
- 1831: Le Boa, ou le Bossu à la mode, commedia-vaudeville in 1 atto, con Achille d'Artois;
- 1831: Les Chouans, ou Coblentz et Quiberon, dramma in 3 atti, con A. Bourgeois;
- 1831: Le Grenadier de l'île d'Elbe, pièce in 3 atti, con A. Bourgeois;
- 1831: Jeannette, mélodramma in 3 atti e 6 tempi, con A. Bourgeois;
- 1831: Le Nouveau Sargines, ou l'École des malins, vaudeville in 1 atto;
- 1832: Le Savetier de Toulouse, dramma in 4 atti;
- 1832: Les Deux Diligences, commedia-vaudeville in 1 atto, con A. Bourgeois;
- 1832: Franklin à Passy ou le Bonhomme Richard, vaudeville aneddotico in 1 atto, con Frédéric de Courcy;
- 1832: Sophie, ou le Mauvais Ménage, dramma in 3 atti, con Merville;
- 1832: Tom-Rick, ou le Babouin, pièce in 3 atti, con Armand d'Artois;
- * 1833: Le Festin de Balthazar, dramma sacro in 5 atti, misto a cori, con Gustave Robillard;
- 1833: Indiana, dramma in 5 parti, con Léon Halévy;
- 1834: Valentine ou le Château de la Ferme, mélodramma in 5 atti, con René-Charles Guilbert de Pixerécourt;
- 1835: Les Mineurs, mélodramma in 3 atti, con A. Bourgeois;
- 1836: Héloïse et Abeilard, dramma in 5 atti, con A. Bourgeois;
- 1836: Nabuchodonosor, dramma in 4 atti, con A. Bourgeois et Pierre Elzéar;
- 1836: Le Spectre et l'Orpheline, dramma in 4 atti, con A. Bourgeois;
- 1836: Jérusalem délivrée, pièce in 4 atti e in 10 quadri, con A. Bourgeois;
- 1837: Austerlitz, evento storico in 3 tempi e 8 quadri;
- 1837: Pauvre mère!, dramma in 5 atti, con Hippolyte Auger;
- 1838: L'Élève de Saint-Cyr, dramma in 5 atti, con Hyacinthe de Flers;
- 1840: Le Château de Saint-Germain, dramma in 5 atti, con Léon Halévy;
- 1841: Les Chevilles de maître Adam, menuisier de Nevers, ou les Poètes artisans, commedia in 1 atto e in distici;1833: La Chanoinesse, vaudeville in un atto, con Eugène Scribe;
- 1846: Marie ou l'Inondation, dramma in 5 atti e 6 quadri, con Anicet Bourgeois;